# Le Chasseur d'aigles et le Fils prodigue
Pour plus de détails, voir Fiche technique et Distribution.
Le Chasseur d'aigles et le Fils prodigue (神鵰俠侶, Shen diao xia lu), aussi connu sous les titres The Brave Archer 4 et Mysterious Island, est un film d'arts martiaux hongkongais co-écrit et réalisé par Chang Cheh et sorti en 1982 à Hong Kong.
C'est l'adaptation des romans de Louis Cha, principalement Le Retour du héros chasseur d’aigles. Avec le film Little Dragon Maiden (en) (1983), The Brave Archer and His Mate est considéré comme une suite de la trilogie des Brave Archer (Le Chasseur d'aigles, The Brave Archer 2 (en) et The Brave Archer 3 (en)) mais centré sur d'autres personnages et avec un casting différent : l'acteur principal Fu Sheng interprète ainsi ici le rôle de Yang Guo, qui est le héros de cette série, tandis que le rôle de Guo Jing (le héros des films précédents, qui devient un personnage secondaire) est repris par Philip Kwok.
Il totalise 1 627 031 HK$ de recettes au box-office.

## Synopsis
Le film est divisé en deux parties inégales : la première, durant environ une demi-heure, concerne la fin du cycle précédent et amène à la résolution provisoire de l'intrigue principale de ce dernier, centrée autour de Guo Jing (en) et de sa femme Huang Rong (en). La seconde partie qui se déroule une bonne quinzaine d'années plus tard est surtout consacrée au jeune Yang Guo (en), recueilli bébé par son « oncle » Guo Jing à la fin de la première partie et devenu adolescent, dont l'éducation est la source de diverses péripéties en raison de son hérédité et de son caractère.

## Fiche technique
- Titre : Le Chasseur d'aigles et le Fils prodigue
- Titre original : 神鵰俠侶
- Titre international : The Brave Archer and His Mate
- Réalisation : Chang Cheh
- Scénario : Ni Kuang et Chang Cheh
- Photographie : Cho Wai-kei
- Montage : Chiang Hsing-lung
Lee Yim-hoi
- Musique : Eddie H. Wang
- Production : Mona Fong
- Société de production : Shaw Brothers
- Pays d'origine :  Hong Kong
- Langue originale : mandarin
- Format : couleur
- Genre : arts martiaux et wuxia
- Durée : 100 minutes
- Dates de sortie :
  -  Hong Kong : 25 février 1982

## Distribution
- Alexander Fu Sheng : Yang Guo (en)
- Kuo Chui : Guo Jing (en)
- Gigi Wong : Huang Rong (en)
- Lung Tien-hsiang : Yang Kang (en)
- Lam Sau-kwan : Mu Nianci (en)
- Wen Hsueh-erh : Guo Fu
- Wong Lik : Ouyang Feng (en)
- Kwan Fung : Huang Yaoshi (en)
- Chin Siu-ho : Wu Xiuwen
- Lau Fong-sai : Wu Dunru
- Chiang Sheng : Huodu
- Danny Lee : Ouyang Ke
- Chu Ko : Da'erba
- Chan Shen : Ke Zhen'e (1er maître)
- Chow Kin-ping : Zhu Cong  (2ème maître)
- Wan Seung-lam : Han Baoju (3ème maître)
- Wong Wa : Nan Xiren (4ème maître)
- Lu Feng : Zhao Zhijing
- Hung Fung : Hao Datong
- Wai Wang : Qiu Chuji
- Wang Han-chen : Ma Yu
- Wong Ching-ho : Wang Chuyi
- Lily Li : cadavre de Han Xiao-ying (5ème maître)
- Ngai Tim-choi
- Siao Yuk
- Lam Chi-tai
- Yu Tai-ping
- Wong Siu-ming
- Lam Wai
- Hung San-nam
- Chan Tak-hoi
- Ting Tung
- Choi Kwok-keung
- Ailen Sit